# Кондар
Кондар (араб. كندار) — місто в Тунісі у регіоні Сахель. Входить до складу вілаєту Сус. Станом на 2004 рік тут проживало 11 636 осіб.